# FAZZ
FAZZ(파즈)는 소설 및 모형 연동 작품『건담 센티넬』에 등장하는 에우고의 시작형 모빌슈트이다. (형식번호: FA-10A (FA-010-A))
FAZZ는 당시 애너하임 일레트로닉스사에서 개발 중이었던 범용 모빌슈트 ZZ 건담의 증가 시작기로 중화력 지원 시스템을 고정 장비한 시작기로 제작되었다. 동기는 어디까지나 풀아머 상태의 성능만을 검증하는 것이 목적인 기체였기 때문에 증가 유니트가 모두 고정화되어 기본적으로 착탈이 불가능했다. (물론, 정비 시 외장 제거는 가능하나 가동시 유니트의 강제 배제 기능 등은 존재하지 않는다.) 그 때문에 기초 제작에는 ZZ건담의 모빌슈트 형태만을 재현한 범용 프레임이 사용되었으며, G포트리스로의 변형 및 분리 기구는 생략되어 있다. 두부 및 복부 하이 메가 캐논은 기체 밸런스를 검증하기 위해 더미가 탑재되어 발포는 불가능했다. 기체 재료에 건다리움 합금을 사용해 MS의 구조재는 고급으로 분류되지만 본래 ZZ 건담보다는 등급이 낮은 것이 사용되었다. 또한 기동력 면에서도 본래의 ZZ건담에는 미치지 못한다.
FAZZ는 후에 제 1 차 네오 지온 항쟁에서 활약하게 되는 풀아머 ZZ 건담과 외관은 유사했지만 근본적으로 완전히 다른 기체였다. 건담 타입으로 분류되기는 하지만 단순히 중화력 지원기에만 머무르는 기체로 격투전에는 취약하며, 중거리에서의 화력 전투에 강력한 성능을 발휘한다. 백팩에 장비된 하이퍼 메가 캐논은 ZZ건담 두부 하이 메가 캐논 보다 강력하며 모빌슈트가 단체(單體)로 휴대 가능한 병기로서는 당시 최고 수준의 출력을 자랑했다.
그리고 파즈의 두부 및 백팩은 풀아머 ZZ 건담과 외관 상 차이가 약간 존재하며, 그 부위들에는 ZZ건담 설계 당시 벌어진 사내 경합에서 패배한 모델이 유용되었다고 한다. 변형 기구 및 코어 블록 시스템, 두부 하이 메가 캐논의 생략 등을 바탕으로 기체의 완성은 ZZ건담이 롤아웃되기 반년 전에 이루어졌다.
동기는 뉴 디사이즈 결기 당시에 3기가 알파 임무부대에 배치되어 전력 및 실용 평가기로서 이용되었다.
기체명인 FAZZ는 Full Armored ZZ의 약칭이다.

#### 무장
- 하이퍼 메가 캐논 (출력 79.8 MW)

FAZZ의 주병장인 강력한 화기. ZZ건담의 두부 하이 메가 캐논에 비해 6할 정도 높은 출력을 보유하고 있으며, 수초 간격으로 연사가 가능하다. 단, 탄수도 많지 않으며 기체의 제너레이터에 걸리는 부담도 크다. 상황에 따라서는 기부를 제거해 더블 빔 라이플로 바꿔어 고기동 전투를 수행하는 것도 가능하다.
- 더블 빔 라이플 (출력 불명)

ZZ건담/풀아머 ZZ건담 주병장이 된 더블 빔 라이플은 FAZZ에서는 부포로서의 기능을 담당한다. 오리지널에 비해 출력이 떨어졌기 때문에 디바이스에 대한 부담이 경감되었다. 또한 완부(腕部)에 직접 탑재가 가능해 취급이 더욱 용이해졌다.
- 배부 빔 캐논 (출력 12 MW)

에너지-CAP을 이용한 대구경 빔 병기. 비교적 코스트 퍼포먼스가 높으며, S 건담에 장비된 캐논과 동일한 물건이다. 덧붙여, 풀아머 ZZ건담과는 달리 빔 사벨로서의 기능은 존재하지 않는다.

#### 비고
메카닉 디자이너는 카토키 하지메.(머리 부분 디자인만이 아사노 마사히코가 맡았다. 원디자인이 미카 아키타카(明貴美加)가 디자인한 풀아머 ZZ건담의 리파인이기 때문에 아키타카의 디자인으로 종종 오해된다.) 당초 풀아머 ZZ건담과 명확히 구별되지 않았기 때문에 FA-010B라는 형식번호를 사용했지만, 후에 변경되었다. 상세는 풀아머 ZZ건담 항목을 참조하기 바란다.
- 건담 시리즈에 등장하는 병기 일람표